# Вардарска Србија
Вардарска Србија је историјски и геополитички појам који је почео да се употребљава током друге половине 19. века, првенствено међу српским поборницима ослобођења и прикључења јужних области у сливу реке Вардара. У ширу употребу појам је ушао почетком 20. века, а његово значење се усталило након 1912. године, када се проширило на све области јужно од Шар-планине које су ослобођене и одбрањене током ратова 1912—1913. године и које су Букурешким миром из 1913. године припале Краљевини Србији.
У том смислу, овај појам је непосредно након ослобођења уобличио познати српски научник и академик Јован Цвијић, који је 1914. године извршио упоредну анализу друштвених прилика у новим областима Вардарске Србије и старим областима предратне Моравске Србије.
Током Првог светског рата, појам је ушао и у западноевропску публицистику. На француском језичком подручју, превођен је као: Serbie vardarienne, или Serbie du Vardar.
Појам Вардарске Србије је често употребљаван насупрот појмовима Вардарске Македоније или Српске Македоније, пошто ови појмови због грчког порекла имена Македоније и осетљивости грчких савезника на сваку злоупотребу тог имена нису сматрани прикладнима за остваривање српских националних циљева на том простору. Из истих разлога, становници ове области су у регионалном смислу означавани не као "Македонци", већ као вардарски Срби, или Вардарци.
Појам Вардарске Србије је у међуратној српској и југословенској публицистици употребљаван и у повратном значењу, као саставни део излагања о историји јужних области од средњовековних времена до савременог доба. Таквом употребом овог појма желео се нагласити континуитет припадности тих области српском националном корпусу још од времена досељавања Срба у раном средњем веку. Након стварања Вардарске бановине (1929), појам Вардарске Србије је понекад употребљаван и као синоним за ту управну област.
Након 1941. године, односно након стварања југословенске федералне јединице "Македоније" (1944), појам "Вардарске Србије" је постао политички неподобан, те је ускоро у потпуности потиснут из јавне употребе у комунистичкој Југославији. Тек након пада комунизма, употреба овог појма је оживела у домаћој и страној публицистици, првенствено у контексту спорова који су након 1992. године избили поводом имена бивше југословенске републике "Македоније".
У страној публицистици, појам "Вардарске Србије" се на енглеском говорном подручју јавља у два облика: као "Vardarian Serbia" или "Vardar Serbia". У немачкој публицистици појам се преводи као "Vardarisch-Serbien" или "Vardar-Serbien". На грчком језику, назив гласи "Βαρδαρική Σερβία" или "Σερβία του Βαρδάρη".